# Fluix vaginal

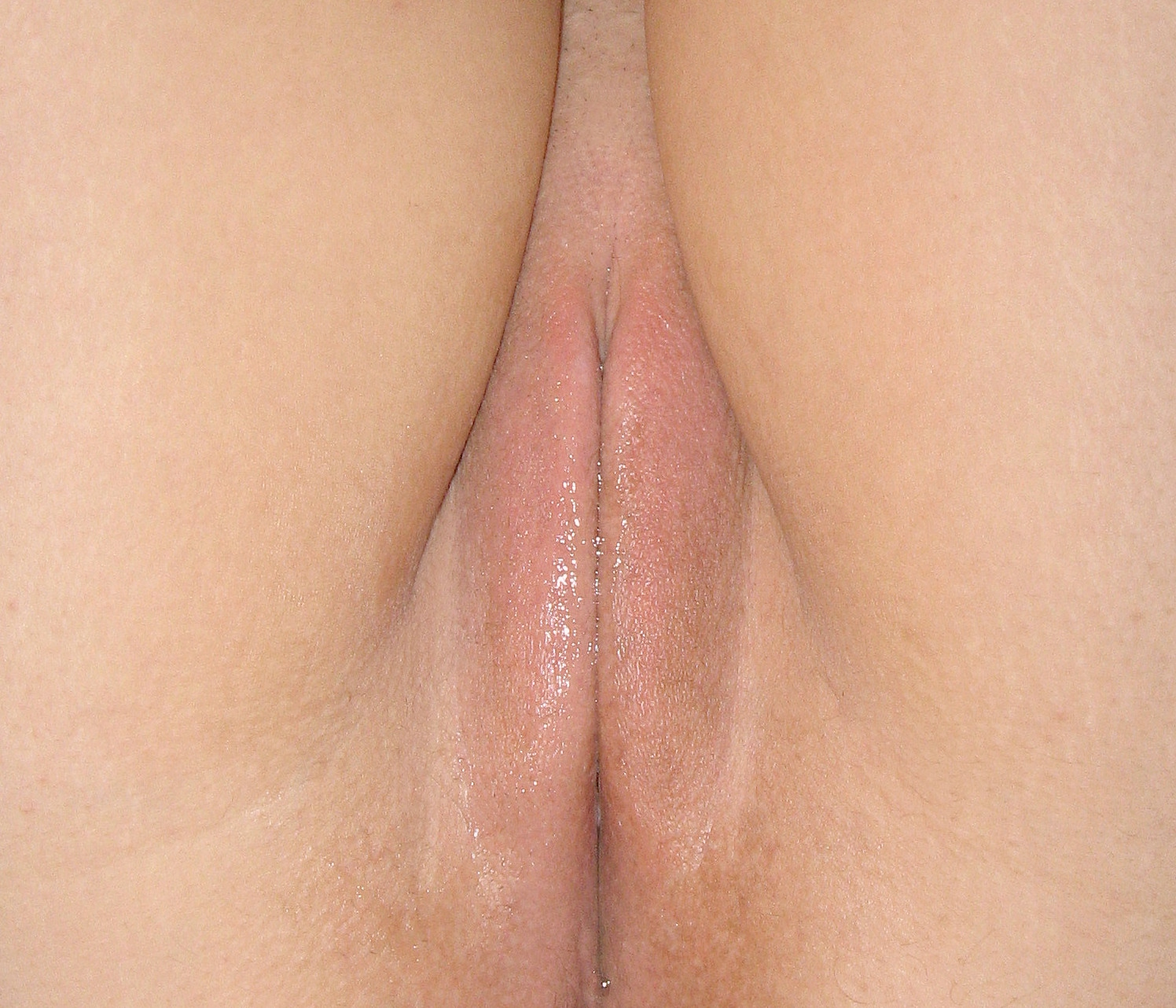
Vulva depilada i coberta per fluix vaginal

El fluix vaginal, o simplement fluix, és un líquid corporal que surt per la vagina a les dones a partir de la pubertat. És una excreció normal que serveix per a humectar i lubricar la vagina, de la mateixa manera que altres mucoses (ulls, nas, interior de la boca, etc.) necessiten també mantenir una certa humitat. En alguns moments se'n segrega més; per exemple durant l'embaràs o, al cicle menstrual, a l'època d'ovulació; i en d'altres menys, com al postpart o la lactància. La seva textura, de líquid a gel enganxós, i fins i tot el color (que sempre és clar) i la intensitat de l'olor canvien cíclicament al transcurs del cicle menstrual.
Si el fluix vaginal pren color o olor forta pot ser un símptoma d'una malaltia, probablement una infecció (bartolinitis, gonorrea, clamídia, etc.), però és possible també patir-hi una infecció sense que el fluix es noti diferent. En qualsevol cas, sí que es pot contagiar.
La sida, les infeccions i en general les malalties de transmissió sexual es poden transmetre pel contacte del fluix vaginal d'una dona amb els genitals, boca, etc. d'una altra persona. També una mare pot contagiar d'una infecció al seu fill, en néixer i passar per la vagina, si aquesta afecta el seu fluix vaginal. Una minva dràstica de fluix pot ser també a causa d'una diabetis o de la píndola anticonceptiva oral.

## Composició
El fluix vaginal és una barreja d'aigua, sèu, segregacions de les glàndules de Bartholin i de les glàndules de Skene a la vulva, restes o líquids de l'endometri i dels canals pels quals poden passar els òvuls, mucositat del cèrvix vaginal, restes de cèl·lules mortes i secrecions de les parets internes de la vagina. Durant l'excitació sexual augmenten només les secrecions de les parets internes de la vagina.
El fluix vaginal conté principalment aigua, també piridina, esqualè, urea, àcid acètic (vinagre), àcid làctic, aldehids, alcohols complexos (com colesterol, per exemple) i glicols.
El fluix vaginal és més àcid que la pell. El seu pH pot variar, però en una dona sana es troba entre 3,8 i 4,5. L'aciditat pot augmentar quan hi ha una infecció de transmissió sexual o a causa d'una operació quirúrgica (com una episiotomia, per exemple). L'acidesa és un sistema de protecció contra agents externs.

## Característiques físiques
Les característiques físiques del fluix vaginal són sobretot el color, l'olor, la consistència i la quantitat. Aquestes poden canviar d'una dona a l'altra, de la mateixa manera, per exemple, que unes dones tenen els pits més grans o més petits que d'altres. En una mateixa dona també poden canviar, sense que això hagi de causar preocupació, al llarg del cicle menstrual, o amb esdeveniments com un embaràs o la menopausa.
La quantitat de fluix depèn de la quantitat d'estrògens i de la sensibilitat de les estructures genitals internes als seus efectes. Tant una cosa com l'altra depenen molt de cada indivídua, per tant hi ha dones amb molt poc fluix i d'altres que en tenen molt, i també tots els casos intermedis. Tots els casos són normals i no són preocupants.
El fluix vaginal, quan és abundant, recent i està dins de la vagina, és inodor (o bé fa olor del sexe), incolor, transparent i amb una textura més aviat de gel. Amb el contacte amb l'aire pot fer-se una mica enganxós i d'un aspecte més opac. Quan queda en unes calces es veu cremós, si encara és recent. Amb el contacte continu amb l'aire, s'asseca i de vegades es torna una mica groguenc, fins i tot verdós, a causa de la seva oxidació. Cal diferenciar el color verdós del fluix sec a les calces del color grogós, verdós o grisós quan està encara a la vagina. En aquest darrer cas, com també si presenta grumolls (com si fos mató) o una olor desagradable (a amoníac, a peix o a ou podrit, per exemple) i molt diferent del normal, cal consultar un metge, ja que la causa pot ser, tot i que no forçosament, una infecció.

### Característiques anormals
Les característiques físiques del fluix vaginal poden canviar també com a conseqüència d'infeccions o malalties. No sempre una malaltia o infecció als genitals femenins causa un canvi físic del fluix vaginal, però en el cas que sí que ocorri aquests poden ser els següents:
- Infeccions per fongs (candidiosi o moniliosi): Poden generar un fluix blanc, espès i amb aspecte de llet tallada o de mató esmicolat. No sol tenir olor però sí que produeix molta picor abans de cada menstruació, que sol aturar-se durant ella i molt rarament ocorre després d'ella.[5]
- Vaginosi bacteriana: Pot fer que el fluix sigui més espès de l'habitual, o que sigui escumós. El fluix és visible permanentment als genitals externs i és de color grisós o blanc. Fa que el fluix tingui una olor desagradable que pot recordar el del peix.[5]
- Tricomonosi, una malaltia de transmissió sexual: El fluix es torna més espès i amb més color, que pot ser grisós o groc verdós quan encara és a la vagina. Pot fer olor de ranci, com d'humitats, i sol causar picor a la vagina després de la regla i dolor en orinar.[5]
- Gonorrea i clamidiosi: No és freqüent que es manifesti amb secrecions a l'exterior de la vagina, però pot ser que hi hagi una barreja de moc amb pus, que en realitat surt per l'orifici del coll de l'úter.[4]

## Cicles del fluix vaginal
El fluix vaginal apareix a una dona en principi amb l'ovulació, més o menys amb la menstruació (menarquia). Amb la menopausa, el descens de nivells d'estrogen fa que el fluix vaginal disminueixi, i de vegades la dona pot notar certa sequedat, que es pot solucionar amb humectants o ingerint estrògens. Eventualment pot aparèixer en una nena nounata, quan neix, a causa dels nivells d'estrògens elevats que li ha passat la seva mare. És un fenomen normal i natural, no problemàtic i que marxa sol, quan els seus nivells d'hormones femenines s'estabilitzen.
Durant l'embaràs, el fluix vaginal es torna molt abundant. És normal, natural i bo, ja que es tracta d'un mecanisme de defensa per a evitar que les infeccions i agents externs pugin a on es troba el fetus. Al postpart el fluix torna a disminuir fins als nivells d'abans del part.
La quantitat i l'aspecte del fluix vaginal també varien cíclicament al llarg del cicle menstrual. Així, tot just després de la regla el fluix és escàs i, a mesura que es va acostant el període d'ovulació es fa molt abundant. En aquest període, si es toca amb un dit de l'interior de la vagina, aquest és elàstic i cristal·lí. Després de l'ovulació la quantitat de fluix comença a disminuir fins a l'inici del nou cicle.

## Societat i cultura
En algunes cultures africanes el fluix es percep com a quelcom brut i lleig, i com a quelcom que disminueix el plaer sexual en l'home, no només per la repugnància que li causa sinó perquè entenen que una vagina seca excita més (de la mateixa manera que, per exemple, algunes persones troben més agradables les tovalloles rasposes, que rasquen una mica, a les suaus). En la cultura occidental actual també hi ha una tendència a sobreassecar la vagina, relacionant això amb una manera equivocada d'entendre la higiene, per mitjà del sobreús de tampons i compresses, productes cosmètics i altres mètodes. Això produeix un desequilibri de la flora vaginal, un major risc de ruptura de condó i, encara sense que això ocorri, una menor protecció front a la sida i altres malalties.
A algunes cultures europees i americanes, històricament era habitual que les dones es fessin "neteges a fons" de la vagina, i en algunes, especialment en les de gran influència judeocristiana, també es considerava el fluix vaginal com una certa brutícia impúdica, potser per tractar-se d'un líquid femení en una societat masculina i masclista, o perquè els homes la relacionaven amb el sexe, i aquest era brut i impúdic. Cal tenir pressent però que la vagina és "autonetejant", com altres orificis naturals, com els ulls. Com als intestins, per exemple, s'hi manté amb una flora vaginal pròpia i un ecosistema que la protegeix del creixement de patògens. Així, les dutxes i rentats vaginals (sabons vaginals, etc.)
no només no tenen cap justificació sinó que afavoreixen les infeccions.